# Hịch
Hịch là thể văn nghị luận thời xưa, thường được vua chúa, tướng lĩnh viết ra một phong trào dùng để cổ động, thuyết phục hoặc kêu gọi đấu tranh chống thù trong giặc ngoài. Hịch có kết cấu chặt chẽ, có lý lẽ sắc bén, có dẫn chứng thuyết phục. Đặc điểm nổi bật của hịch là khích lệ tình cảm, tinh thần người nghe. Hịch thường được viết theo thể văn biền ngẫu có vận dụng thể tứ lục (từng cặp câu cân xứng với nhau). Kết cấu của bài hịch có thể thay đổi linh hoạt tùy theo mục đích và nghệ thuật lập luận của tác giả.
Nhìn chung bài hịch kêu gọi đánh giặc gồm các phần:
-Phần mở đầu: Có tính chất nêu vấn đề.
-Phần thứ hai: Nêu truyền thống vẻ vang trong sử sách để gây sự tin tưởng.
-Phần thứ ba: Nhận định tình hình, phân tích phải trái để tạo lòng căm thù giặc.
-Phần kết thúc: Nêu chủ trương cụ thể và kêu gọi đấu tranh.
Xem thêm:Hịch tướng sĩ ,Hịch Cần Vương